# راجکومار سانتوشی
راجکومار سانتوشی (انگلیسی: Rajkumar Santoshi) کارگردان، تهیه‌کننده و فیلم‌نامه‌نویس اهل کشور هند است.
او که چندین جایزه از جمله سه جایزه ملی فیلم و شش جایزه فیلم فیر دریافت کرد، اولین کارگردانی خود را با درام اکشن گایال (۱۹۹۰) با بازی سانی دئول، میناکشی سشادری و آمریش پوری انجام داد. این فیلم به عنوان یک موفقیت بزرگ منتقدانه و تجاری ظاهر شد و سانتوشی را به یک نام آشنا در سینمای هند تبدیل کرد. این فیلم همچنین جایزه ملی فیلم را برای بهترین فیلم محبوب ارائه دهنده سرگرمی سالم و همچنین اولین جایزه فیلم‌فیر بهترین کارگردانی برای او به ارمغان آورد. پرفروش‌ترین فیلم او در سال ۲۰۰۹ با کمدی رمانتیک داستان شگفت‌انگیز عشق منحصربه‌فرد با بازی رانبیر کاپور و کاترینا کایف ساخته شد که ۱٫۲ میلیارد روپیه (۱۵ میلیون دلار آمریکا) در سراسر جهان فروخت.

## بخشی از فیلمشناسی
| سال  | فیلم                            | کارگردان | سمت          | توضیحات                                 |
| ---- | ------------------------------- | -------- | ------------ | --------------------------------------- |
| ۱۹۹۰ | گایال (زخمی)                    | ✔        | نویسنده      |                                         |
| ۱۹۹۳ | دامینی                          | ✔        | نویسنده      |                                         |
| ۱۹۹۴ | هر کسی سبک خود را دارد          | ✔        | نویسنده      |                                         |
| ۱۹۹۵ | باران                           | ✔        | نویسنده      |                                         |
| ۱۹۹۶ | سوگند خونین                     | ✔        |              |                                         |
| ۱۹۹۸ | دروازه چین                      | ✔        | نویسنده      | جایزه فیلم‌فیر بهترین دیالوگ             |
| ۲۰۰۰ | پاسخ                            | ✔        | نویسنده      |                                         |
| ۲۰۰۱ | بیمناکی                         | ✔        | نویسنده      |                                         |
| ۲۰۰۲ | افسانه بهاگات سینگ              | ✔        | نویسنده      |                                         |
| ۲۰۰۴ | یونیفورم قهوه‌ای                 | ✔        | نویسنده      | نامزدی – جایزه فیلم‌فیر بهترین کارگردانی |
| ۲۰۰۶ | خانواده                         | ✔        | نویسنده      |                                         |
| ۲۰۰۸ | صدایت را بالا ببر               | ✔        | نویسنده      |                                         |
| ۲۰۰۹ | داستان شگفت‌انگیز عشق منحصربه‌فرد | ✔        | نویسنده      |                                         |
| ۲۰۱۳ | فاتاپسترنیکلاهرو                | ✔        | نویسنده      |                                         |
| ۲۰۲۳ | گاندی و گودسه - یک جنگ          | ✔        | نویسنده      | [ ۱ ]                                   |
| ۲۰۲۳ | پسر بد                          | ✔        | فقط کارگردان |                                         |

## جوایز
وی برنده جوایزی همچون جوایز فیلم‌فیر شده است.